# Overflow Glacier
Overflow Glacier är en glaciär i Antarktis. Den ligger i Östantarktis. Nya Zeeland gör anspråk på området. Overflow Glacier ligger 283 meter över havet.
Terrängen runt Overflow Glacier är kuperad söderut, men norrut är den bergig. Trakten är obefolkad. Det finns inga samhällen i närheten. 